# Péter Hédervári
Péter Hédervári (29. dubna 1931, Budapešť – 27. června 1984, tamtéž) byl maďarský geolog a geofyzik, amatérský astronom, novinář a spisovatel.

## Život
Vystudoval Univerzitu Loránda Eötvöse v Budapešti a získal titul doktora přírodních věd. V letech 1952–1963 pracoval v Geofyzikálním ústavu Loránda Eötvöse jako technik a pak jako vedoucí výzkumný pracovník. Od roku 1963 pak působil jako publicista. Kromě psaní vědeckých a populárně naučných knih pracoval v redakci Gamma Geofizika a od roku 1968 v týdeníku Élet és Tudomány (Život a věda).
Zabýval se především vulkanologií, výzkumem zemětřesení a studiem Měsíce a dalších vnitřních planet (Merkur, Venuše a Mars) a publikoval více než 200 odborných studií. Byl zakládajícím členem Mezinárodní planetologické asociace (International Association of Planetology) a členem Mezinárodní asociace vulkanologie a chemie zemského nitra (International Association of Volcanology and Chemistry of the Earth's Interior). Byl účastníkem mnoha vědeckých kongresů a velkým popularizátorem vědy. Za jeho vědecké zásluhy byl po něm pojmenován kráter na Měsíci.

## Zajatci oceánu
Jako popularizátor vědy napsal roku 1973 pro mládež vědeckofantastický román Az óceán foglyai (česky jako Zajatci oceánu). Jeho cílem bylo, aby v rámci dobrodružného příběhu seznámil čtenáře s některými otázkami z oboru geofyziky, geologie, biologie a oceánografie. Jeho hrdinou je mladý geolog Gilbert Wilkinson, který podnikne spolu se skupinou vědců a námořníků výpravu ponorkou, aby podél Marianského příkopu umístil na do oceánu tucet svých přístrojů předvídajících vulkanické výbuchy.

## Česká vydání

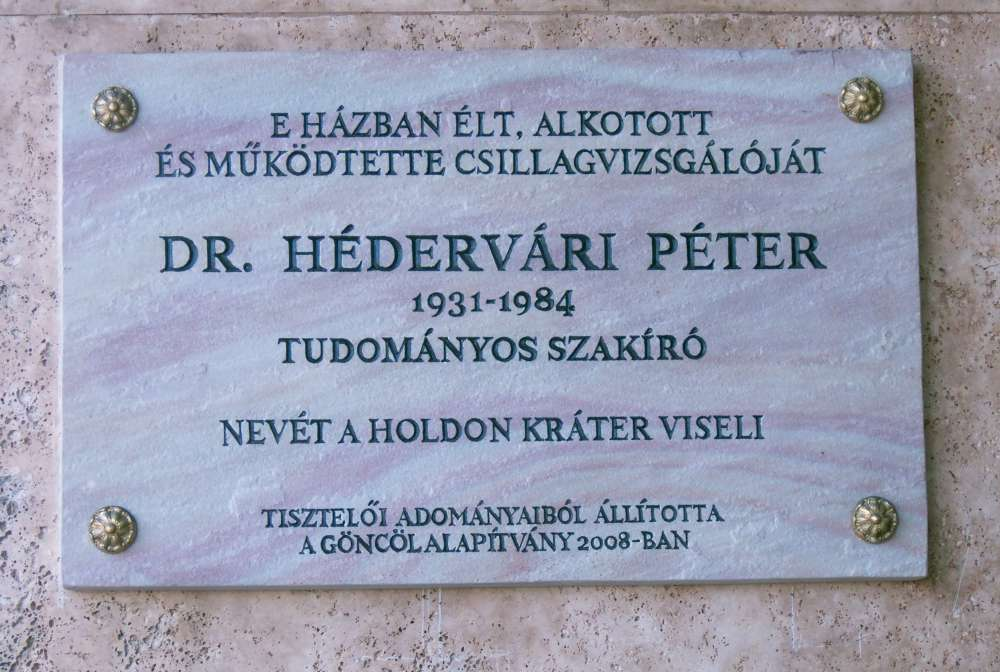
Héderváriho pamětní deska v Budapešti.

- Zajatci oceánu, Albatros, Praha 1979, přeložil Milan Navrátil.